# Патонсберг (Мисури)
Патонсберг (енгл. Pattonsburg) град је у америчкој савезној држави Мисури.

## Демографија
По попису из 2010. године број становника је 348, што је 87 (33,3%) становника више него 2000. године.
| Група             | 2000.       | 2010.       |
| Белци             | 254 (97,3%) | 322 (92,5%) |
| Афроамериканци    | 0 (0,0%)    | 9 (2,6%)    |
| Азијати           | 1 (0,4%)    | 0 (0,0%)    |
| Хиспаноамериканци | 4 (1,5%)    | 10 (2,9%)   |
| Укупно            | 261         | 348         |